# Diospyros crassiflora
Espèce
Synonymes
- Diospyros ampullacea Gürke
- Diospyros evila Pierre ex A.Chev.
- Diospyros incarnata Gürke ex De Wild.

Statut de conservation UICN

 VU A4c : Vulnérable
Diospyros crassiflora est une espèce de plante à fleurs de la famille des Ebenaceae et du genre Diospyros. C'est un arbre que l'on trouve au Nigeria, Cameroun, Guinée équatoriale, Gabon, République du Congo, République démocratique du Congo et en République centrafricaine. Le bois fourni par cette espèce est de couleur noir homogène ou veiné de gris. Les noms commerciaux utilisés pour son bois font référence à sa provenance : ébène d'Afrique, du Cameroun, du Gabon, du Bénin (d'après la province de Benin-City au Nigeria), d'Old Calabar, de Kribi. Les noms vernaculaires locaux incluent notamment abokpo (Edo) au Nigeria; epindé-pindé (Douala), lembé (Baka), mevini (Ewondo) au Cameroun; evila (Mpongwé, Fang) au Gabon; bingo (Issongo), ngoubou (G’Baya) en République centrafricaine; et Mopini en République du Congo.

## Description

### Phénotype et feuilles
D. crassiflora est un arbre dioïque de taille moyenne qui peut atteindre 25 m de haut. Le tronc est cylindrique, cannelé à sa base et sans nœuds jusqu’à une hauteur de 15 m. Le diamètre maximal du tronc est d’environ 120 cm. L’écorce est de couleur noir-gris et présente des fissures longitudinales.
Le pétiole est canaliculé, brun foncé et mesure jusqu'à 15 mm de long. Les feuilles sont alternes, simple et entières. La forme est lancéolée elliptique, la longueur 10-21 cm et  la largeur de 5-9 cm. La couleur de la face supérieure est verte foncé brillant, tandis que la surface inférieure est plus pâle. Sur les deux face des nectaires foliaires sont visibles sous forme de points noirs .

### Inflorescence et fleur
Les inflorescences en fascicules axillaires, pauciflores (3–6 chez les fleurs mâles, 1–2 rarement plus chez les fleurs femelles ), apparaissent chaque année sur les rameaux plus âgés ayant perdu leurs feuilles et laissent des excroissances en forme de corail, pouvant atteindre 2 cm de diamètre et constituées par les pédicelles persistants. Les fleurs mâles sont groupées par 3-6, les fleurs femelles sont solitaires ou par deux, rarement plus, toutes les fleurs étant subsessiles. La base de l'inflorescence ou de la fleur est garnie de quelques bractées imbriquées largement triangulaires, à sommet obtus, pubescentes extérieurement, légèrement ciliées sur la marge. Le calice et la corolle sont semblables pour les fleurs mâles et femelles. Le calice est coriace, cyathiforme, jusqu’à 10 mm de long, découpé en 4-5 lobes largement triangulaires, à sommet obtus n'atteignant pas le milieu de la longueur du calice. La corolle gamopétale est pubescente, charnue, blanche, teintée de rose, 25-30 mm de long et 15 mm de diamètre au milieu, ellipsoïde et pointue vers le bas et vers le haut où elle est surmontée de 4-6 petits lobes suborbiculaires de 2-4 mm. Les fleurs mâles ont des étamines blanches, très nombreuses (40-110), incluses, atteignant 15 mm de long. Les fleurs femelles ont 4-5 styles, libres, à peu près aussi longs que l'ovaire, à face externe densément sétuleuse et à face interne charnue et stigmatique dans sa moitié supérieure. Environ 40 étamines rudimentaires (ou staminodes), insérés par paires, de 6–8 mm de long, pubérulents, un ovaire subglobuleux, de 5 × 5 mm, tomentelleux avec 8–10 loges uniovulées,.

### Fruits et graines
Les fruits sont jaunes, obovoïdes à ellipsoïdes, atteignant 10 × 6,5 cm, éparsement pubérulents-striguleux par place près du sommet, avec poils courts et couchés, sinon glabres. Le calice fructifère est à peine accrescent, étalé en soucoupe, et un peu accru, atteignant jusqu'à 4 cm de diamètre. La chair est blanc crème ou jaunâtre renfermant 10 graines ou moins par avortement, brunes à noir brillant, d'environ 5 × 2 × 1,5 cm, à endosperme non ruminé,.

## Distribution et menace
D. crassiflora est indigène des pays de l’Afrique Occidental et Centrale, c’est-à-dire Nigeria, Cameroun, Guinée équatoriale, Gabon, République du Congo, République démocratique du Congo et en République centrafricaine. En raison de la faible abondance de l'espèce, de la faible vitesse de croissance et du système dioïque de reproduction, des inquiétudes ont été émises quant à la durabilité de son exploitation. Cependant c'est la conversion de la forêt en terres agricoles et la dégradation causée par l'exploitation des autres espèces, qui constituent la menace la plus importante. L’espèce est listée sur la liste rouge de l’UICN comme espèce vulnérable,.
En 2021 le principal pays exportateur est le Cameroun, où environ 3000 tonnes sont autorisées à l'exploitation annuellement via permis spécial.

## Habitat et croissance
L’habitat de D. crassiflora est constitué des forêts sempervirentes et des ilots de forêts sempervirente en forêt semi-sempervirente jusqu’à une altitude de 1 000 m. L'espèce est moins abondante dans les forêts tropicales les plus humides. 
L’espèce a une croissance lente avec une augmentation annuelle de diamètre maximale observée de 0.8 mm par an, moyennée sur 50 ans, en plantation. En forêt primaire et secondaire, une croissance de 0.17 à 0.33 mm par an a été observée . L'espèce rejette de souche et peut être multipliée végétativement par bouturage ou multiplication in vitro.

## Utilité et bénéfices

### Bois

#### Description et propriétés du bois
Le bois de cœur, très noir, diffère nettement de l’aubier, qui est blanc à rose pâle. Le bois ne présente pas de ronce visible, mais on peut parfois trouver des bandes brunes ou brunes-noires. 
La masse volumique du bois sec est en moyenne de 860 kg/m3. La texture est brillante et les pores sont diffus. Les cernes sont indistincts et les rayons ligneux sont visibles seulement avec une loupe.
Le bois a une très haute densité et très résistant aux chocs avec une grande résistance à l’épreuve de la pression. Par conséquent, l’usinage du bois peut être difficile car les lames peuvent s' émousser rapidement.  À cause de sa haute teneur en huile le collage peut être difficile, mais le bois répond bien au cintrage à vapeur d’eau. L’ébène est très durable avec une bonne résistance aux termites et autres insectes.

#### Usage
Comme pour les autres ébènes, la partie noire homogène du bois de cœur (Duramen) a été utilisé pour des revêtements de sol, des habillages intérieurs, la construction des bateaux, des meubles, des sculptures et autres. Cependant c'est la construction des instruments de musique à corde qui utilise la majorité des exportations de Diospyros crassiflora . L’aubier et parfois aussi le duramen est utilisé pour les meneaux, des jouets, des échelles et d’autres. Le bois sert aussi comme bois d’énergie.

### Autres usages
L’écorce peut être utilisée comme médecine traditionnelle sous forme d’un bouillon contre les problèmes ovariens. La poudre de l’écorce est utilisée contre les blessures. Le jus des feuilles est appliqué comme collyre contre des inflammations. Les graines sont utilisées comme aphrodisiaque,.

### Des menaces de santé
La sciure du bois peut provoquer des réactions allergiques en forme de dermatite.